# Ellsworth (Wisconsin)
Ellsworth è un comune degli Stati Uniti, situato in Wisconsin, nella Contea di Pierce, della quale è il capoluogo.